# Sant Martí de Fenollar
Sant Martí de Fenollar, o de Fonollar, és un poble del municipi de Morellàs i les Illes, a la comarca del Vallespir (Catalunya del Nord). Entre 1790 i 1823 fou municipi independent; aquell any fou agregada a Morellàs a causa del seu escàs volum de població.
Està situat al nord-est del nucli principal, prop del termenal amb el Voló, també al nord-est de Morellàs.

## Etimologia
La primera part del topònim es deu al fet que l'església del poble, antiga parròquia està dedicada a sant Martí. Joan Coromines n'explica la segona part pel fet que en aquest lloc prové d'uns batans que hi havia a la Roma, moguts per les aigües d'aquest riu. És significativa la forma villas fǔllōnĭcas, que aclareix el fet que el nom del poble vingui d'aquesta activitat industrial.

## Geografia

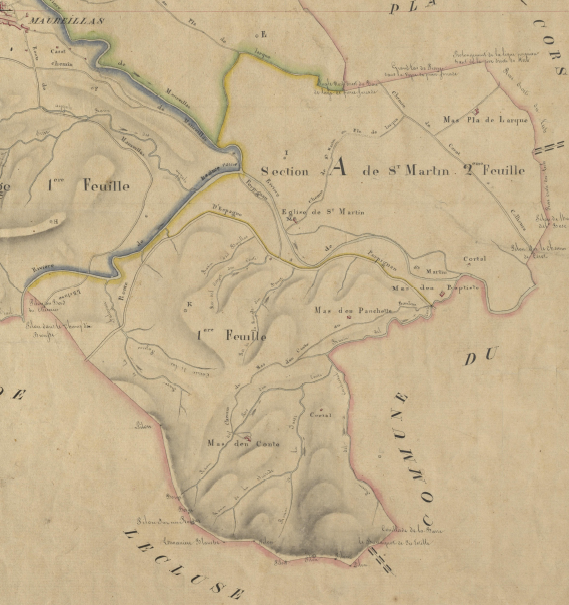
L'antic terme de Sant Martí de Fenollar en el Cadastre napoleònic del 1812 (Arxius Departamentals dels Pirineus Orientals)

L'antic terme de Sant Martí de Fenollar estava delimitat al sud-oest pel curs de la Roma fins a la seva confluència amb la Ribera de Morellàs i, a partir del Pont Roig, on s'ajunten els dos rius, una línia cap al nord-oest que va a trobar l'extrem de l'actual terme de Morellàs i les Illes al Pla de l'Arca, en un lloc on hi ha un bosquet replantat.
Incloïa el llogaret d'hàbitat dispers de Sant Martí de Fenollar, amb l'església prerromànica del mateix nom, coneguda amb el nom popular de la Maüt, que conté importants frescos romànics, i els hàbitats dispersos del Mas d'en Baptista, el Mas d'en Peixeta i el Mas Forcada, antigament Mas Pla de l'Arca, a la plana, i el Mas d'en Conte a la zona muntanyosa del sector de llevant. No hi havia cap mena d'agrupament de població. El punt més elevat del terme era el vessant meridional del Puig de l'Estella, on arriba als 376,9 m alt, i el de menys altitud, l'extrem nord-est del terme, prop de la Font de les Alzines, a 72. L'església de Sant Martí de Fenollar és a 87,3 m alt.
| Sant Joan de Pladecorts |          | El Voló |
|                         |          |         |
|                         | Morellàs |         |

El nom oficial francès del poble és Saint-Martin-de-Fenollar.

## Història
El lloc és esmentat des del 844: eccl. S. Martini ad ipsas Fellonicas.
Sant Martí de Fenollar va ser declarat comuna el 1790, amb la implantació de la nova administració territorial fruit de la implantació del nou règim derivat de la Revolució Francesa i, després, fusionat el 1823 amb Morellàs a rel de la revisió feta aquells anys per tal de suprimir les comunes amb poca població.

## Demografia
Demografia de Sant Martí de Fenollar.
| 1365 f | 1378 f | 1755 f | 1767 | 1789 f | 1794 | 1796 | 1800 | 1804 | 1806 | 1820 |
| ------ | ------ | ------ | ---- | ------ | ---- | ---- | ---- | ---- | ---- | ---- |
| 8      | 8      | 17     | 60   | 5      | 5    | 31   | 34   | 50   | 48   | 46   |

A partir del 1823, la població és inclosa en la de Morellàs.

## Llocs d'interès
- Sant Martí de Fenollar